# Mercedes-Benz Classe GLE Coupé (Type 292)
 (décembre 2023).
La mise en forme du texte ne suit pas les recommandations de Wikipédia : il faut le « wikifier ».
Les points d'amélioration suivants sont les cas les plus fréquents :
- Les titres sont pré-formatés par le logiciel. Ils ne sont ni en capitales, ni en gras.
- Le texte ne doit pas être écrit en capitales (les noms de famille non plus), ni en gras, ni en italique, ni en « petit »…
- Le gras n'est utilisé que pour surligner le titre de l'article dans l'introduction, une seule fois.
- L'italique est rarement utilisé : mots en langue étrangère, titres d'œuvres, noms de bateaux, etc.
- Les citations ne sont pas en italique mais en corps de texte normal. Elles sont entourées par des guillemets français : « et ».
- Les listes à puces sont à éviter, des paragraphes rédigés étant largement préférés. Les tableaux sont à réserver à la présentation de données structurées (résultats, etc.).
- Les appels de note de bas de page (petits chiffres en exposant, introduits par l'outil «  Source ») sont à placer entre la fin de phrase et le point final[comme ça].
- Les liens internes (vers d'autres articles de Wikipédia) sont à choisir avec parcimonie. Créez des liens vers des articles approfondissant le sujet. Les termes génériques sans rapport avec le sujet sont à éviter, ainsi que les répétitions de liens vers un même terme.
- Les liens externes sont à placer uniquement dans une section « Liens externes », à la fin de l'article. Ces liens sont à choisir avec parcimonie suivant les règles définies. Si un lien sert de source à l'article, son insertion dans le texte est à faire par les notes de bas de page.
- La présentation des références doit suivre les conventions bibliographiques. Il est recommandé d'utiliser les modèles {{Ouvrage}}, {{Chapitre}}, {{Article}}, {{Lien web}} et/ou {{Bibliographie}}. Le mode d'édition visuel peut mettre en forme automatiquement les références.
- Insérer une infobox (cadre d'informations à droite) n'est pas obligatoire pour parachever la mise en page.

Pour une aide détaillée, merci de consulter Aide:Wikification.
Si vous pensez que ces points ont été résolus, vous pouvez retirer ce bandeau et améliorer la mise en forme d'un autre article.
 (décembre 2023).
Le Mercedes-Benz C 292 est un SUV coupé de la marque automobile allemande Mercedes-Benz. Le véhicule est commercialisé sous le nom de GLE coupé. GLE est le nouveau nom de la catégorie de véhicules qui était auparavant représentée par le ML.
La première mondiale a eu lieu en janvier 2015 au Salon international de l'automobile d'Amérique du Nord à Détroit. Le lancement sur le marché a eu lieu en juillet 2015. Le prix de départ au lancement sur le marché était de 66 699,50 euros pour le GLE coupé 350d 4MATIC.
Le modèle successeur, le Mercedes-Benz C 167, a été présenté au Salon de l'automobile de Francfort en septembre 2019.

## Mercedes Concept Coupé SUV
Lors du Salon de l'automobile de Pékin d'avril 2014, Mercedes a donné un premier aperçu d'une variante coupé du Classe M avec l'étude Mercedes Concept Coupé SUV. Celui-ci comportait déjà de nombreux détails du véhicule de production ultérieur, tels que le moteur du GLE 400 avec la transmission 9G-TRONIC, les phares à LED et le système de dynamique de conduite Dynamic Select Control.

## Généralités
Le modèle est doté d'ailes évasées, de grandes ouvertures de roues, d'une garde au sol élevée ainsi que d'une ceinture de caisse haute. L'avant est dominé par une calandre verticale avec une lamelle, de grandes entrées d'air et des phares à LED tridimensionnels.
Le véhicule de 5 places dispose d'une capacité maximum de 1 650 litres pour les bagages.

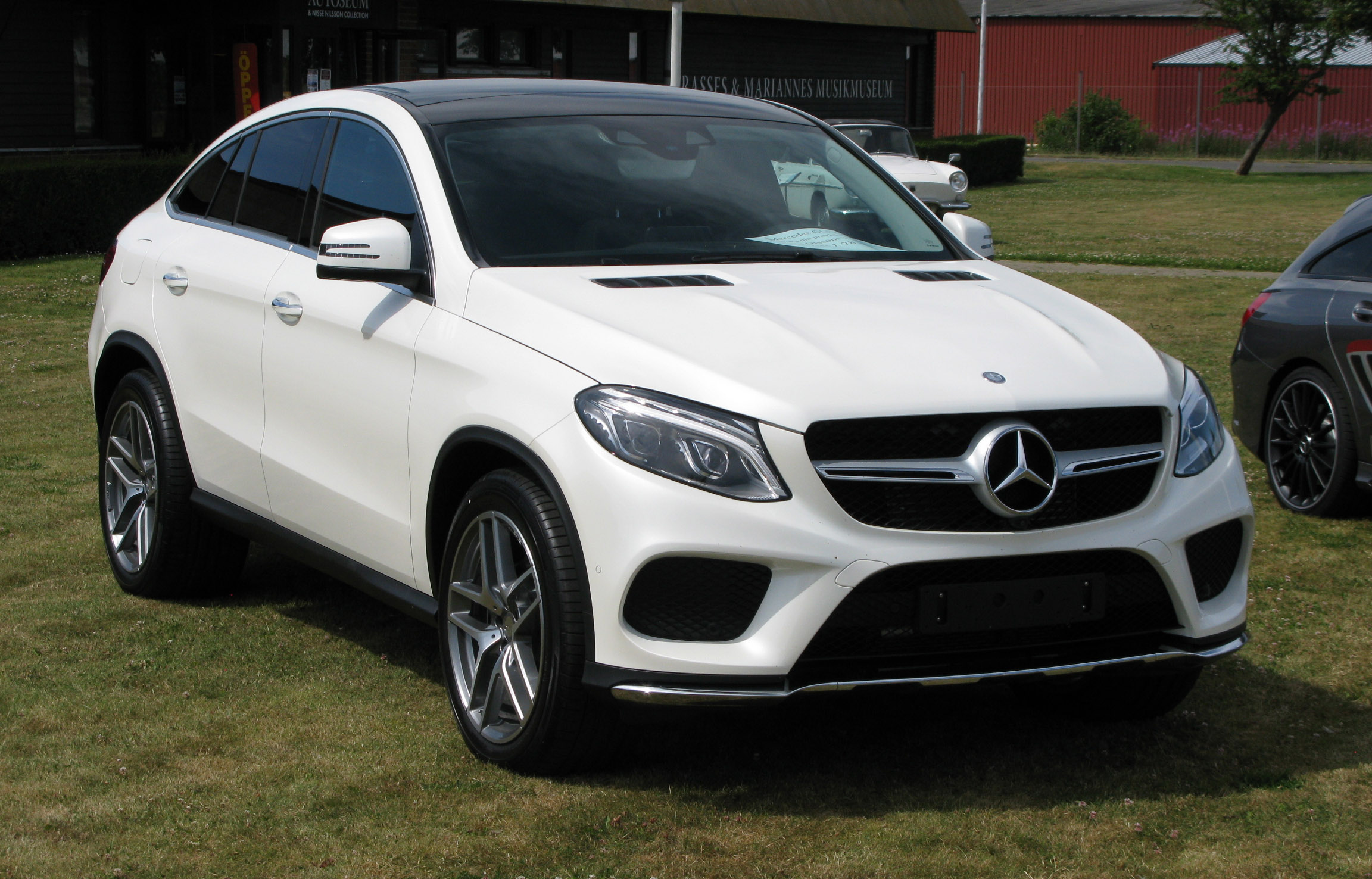
Vue de face
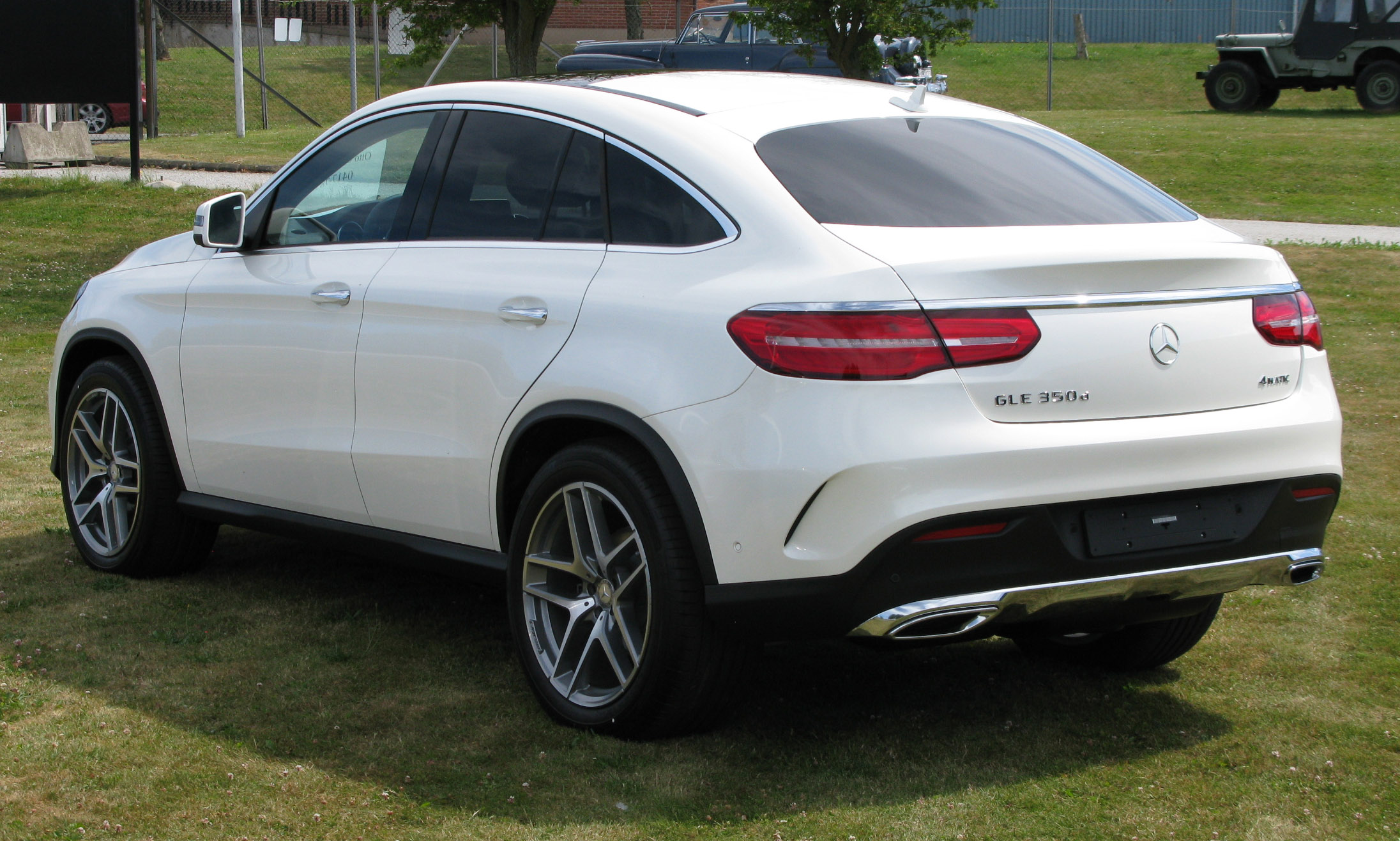
Vue arrière
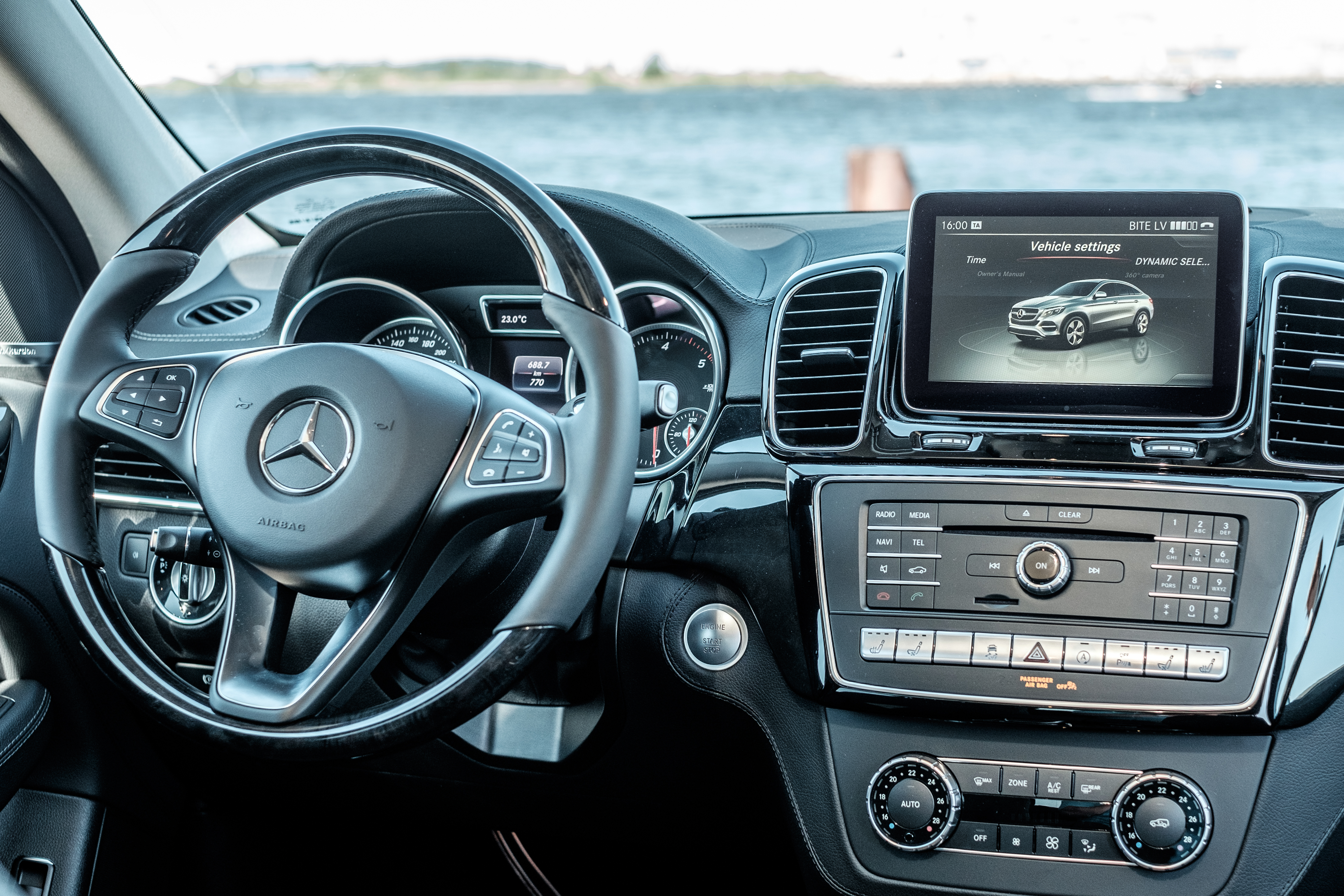
Vue de l'intérieur
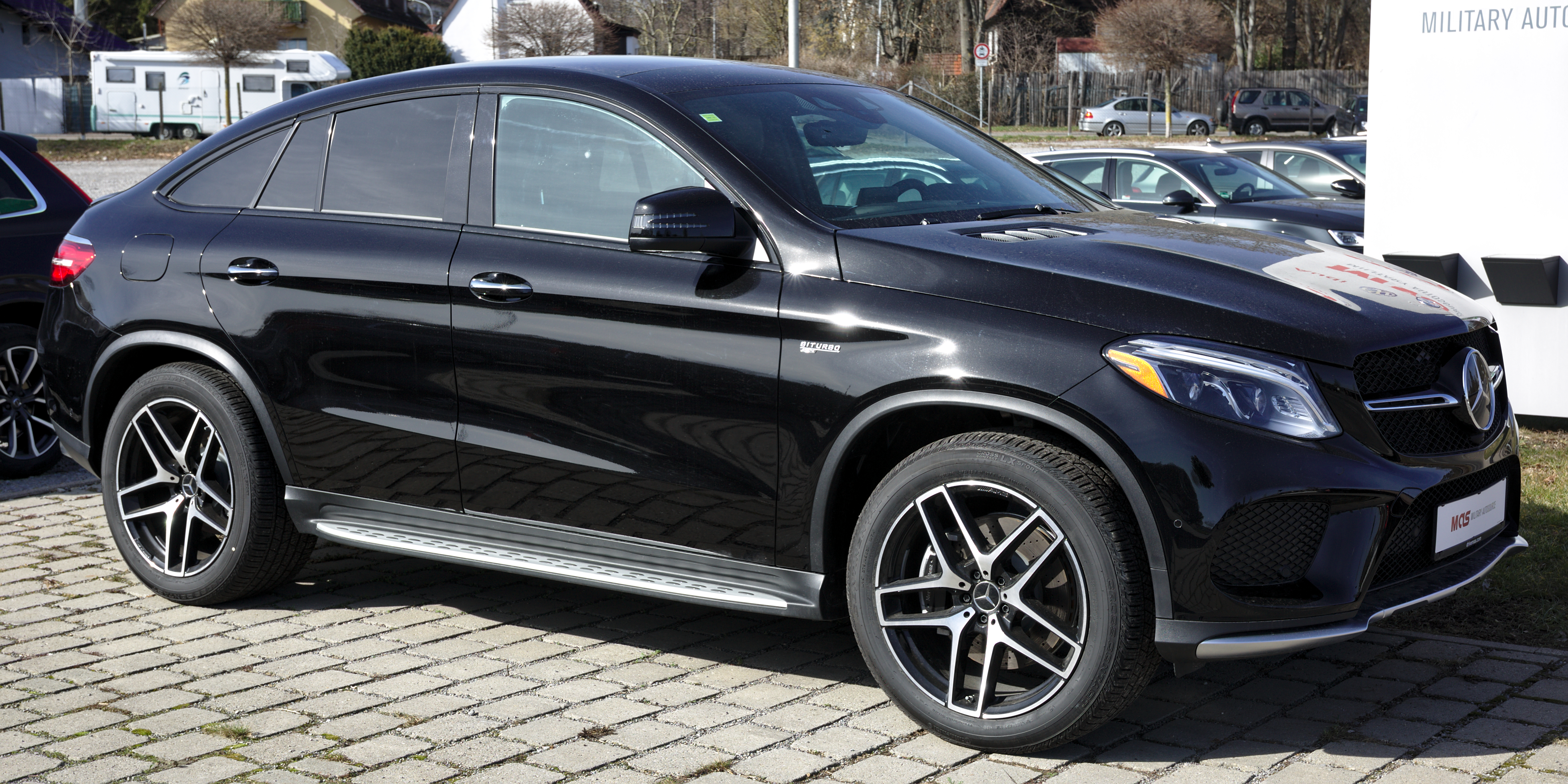
Mercedes GLE coupé 43 AMG (depuis 2015)
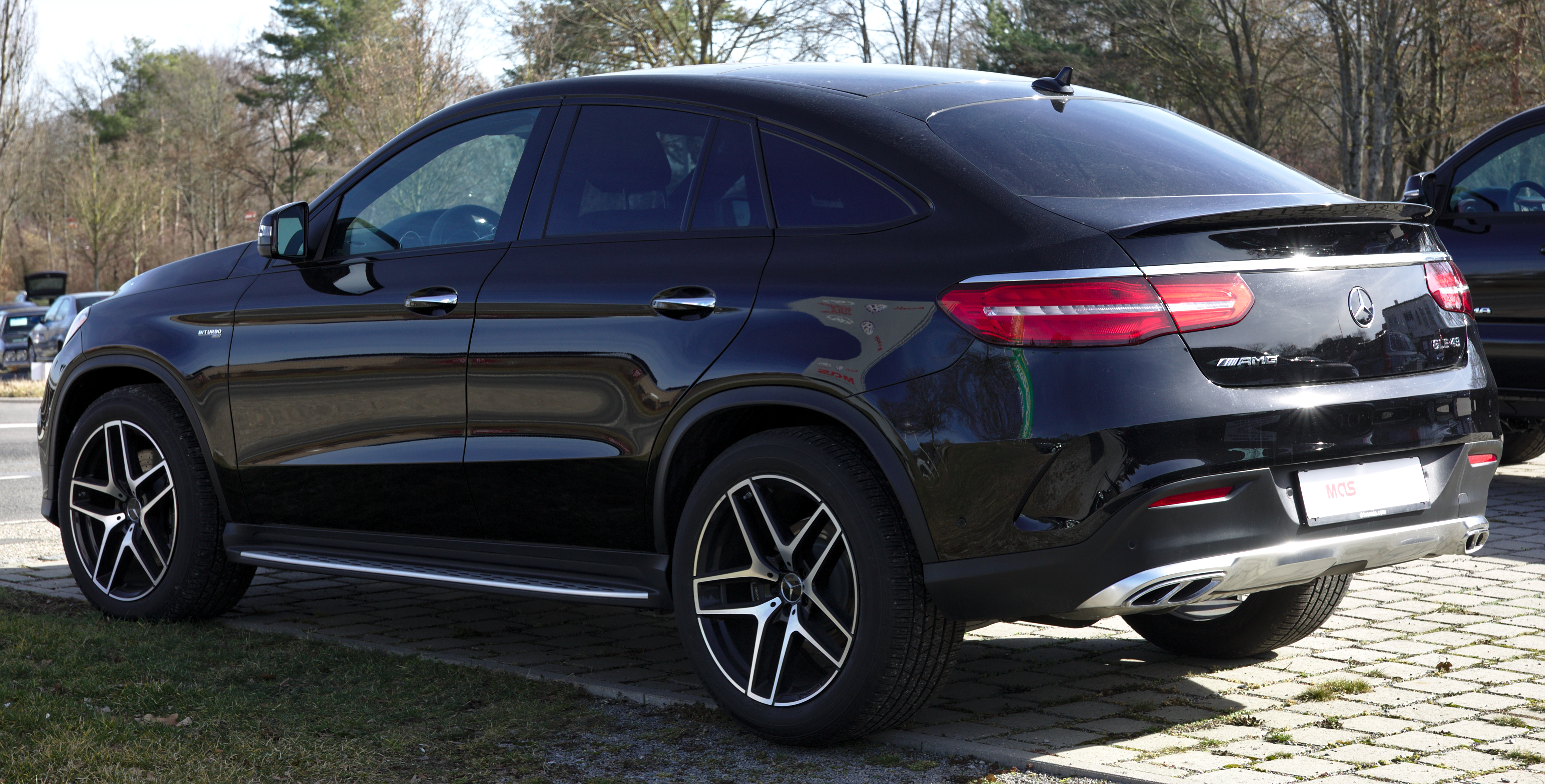
Vue arrière
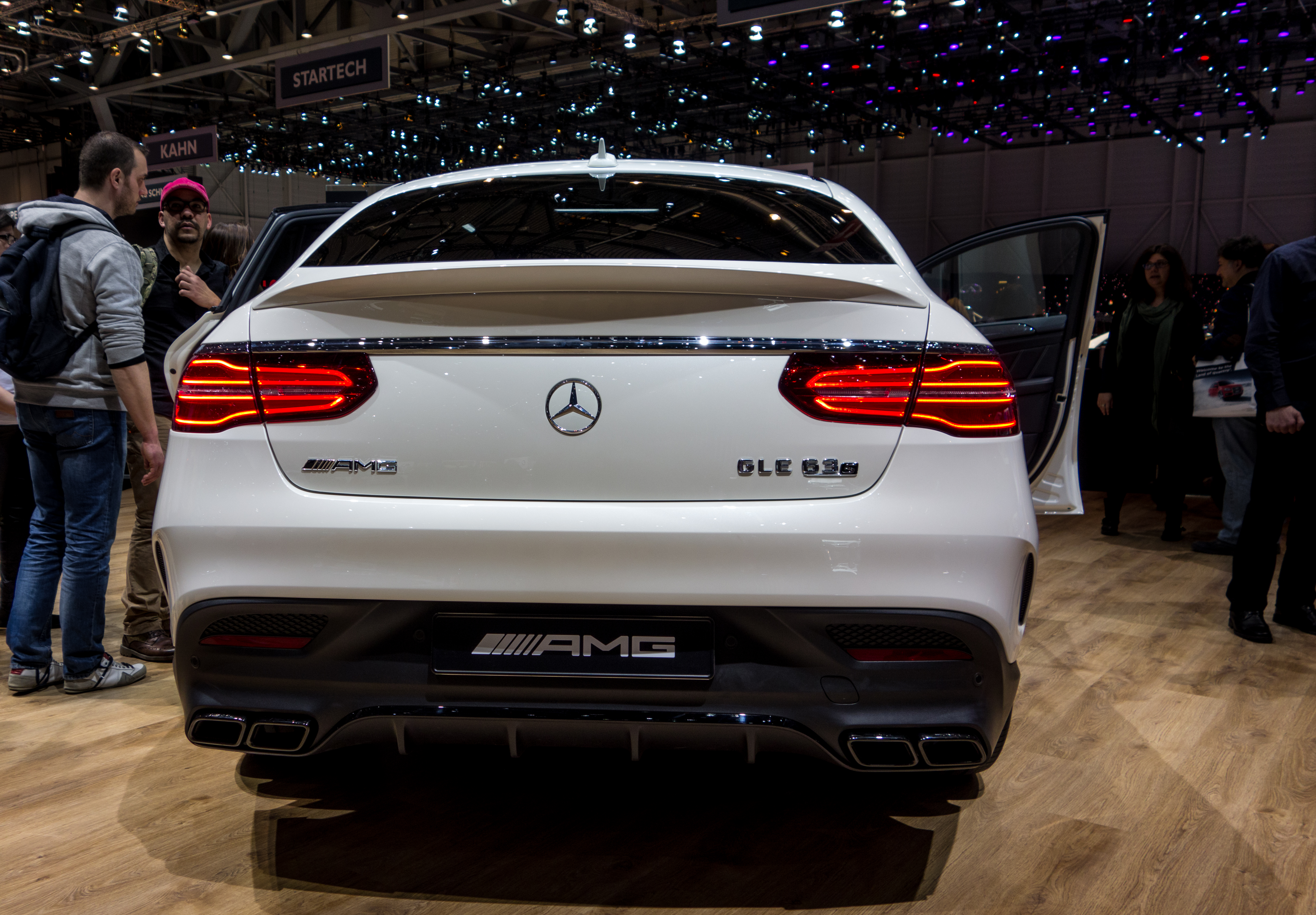
Mercedes GLE coupé 63 AMG S (depuis 2015)

## Équipements et finitions

### Équipement standard
Le GLE coupé est équipé de série d'un antipatinage, un système anti-blocage des roues, un correcteur électronique de trajectoire, de la transmission automatique 9G-TRONIC à neuf rapports avec système d'arrêt-démarrage automatique, de lampe à diode électroluminescente, de la radio Audio-20-CD avec 8 haut-parleurs et télécommande en ligne pour Mercedes me connect et de la transmission intégrale permanente 4MATIC.
Les GLE 350d et GLE 400 reçoivent le châssis AGILITY CONTROL avec ressorts en acier. La transmission intégrale fonctionne avec contrôle du lacet. Le GLE 450 AMG reçoit la finition de style AMG en équipement standard ainsi que la finition AIRMATIC, autrement en option, avec suspension pneumatique et système d'amortissement adaptatif à variation continue (ADS Plus), avec contrôle de niveau et abaissement automatique à des vitesses plus élevées également inclus ici. Sur des surfaces antidérapantes, la transmission intégrale répartit le couple moteur en mettant l'accent sur l'arrière, 40 % sur l'essieu avant et 60 % sur l'essieu arrière.

### Équipement spécial
La finition AIRMATIC avec ADS Plus est disponible en option pour tous les modèles. Les systèmes d'assistance connus des Classes C, E et S sont également disponibles sur le GLE coupé et sont en partie regroupés dans des finitions d'équipements (finition Fahrassistenz Plus, finition Park). Les options incluent un toit en verre panoramique, le COMAND Online avec écran de 8″, un système de divertissement à l'arrière et un tuner TV ou le système audio Bang & Olufsen BeoSound AMG. Un attelage de remorque avec stabilisation de remorque pouvant être pivoté électriquement vers l'intérieur ou vers l'extérieur est également disponible.

## Anecdote
Le seul prototype pilotable du GLE coupé était déjà disponible pour le tournage de Jurassic World en avril 2014. La disponibilité de conduite a eu lieu parallèlement à la sortie au cinéma le 11 juin 2015.